# Charles Coypeau de Assoucy

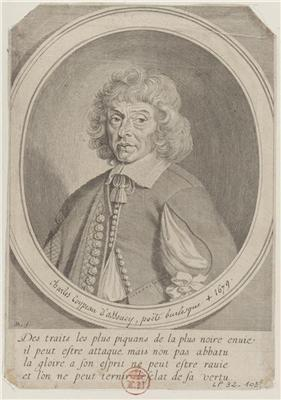
Retrato de Charles Coypeau d'Assoucy

Charles Coypeau d'Assoucy o Dassoucy (París, 16 de octubre de 1605 - 29 de octubre de 1677) fue un poeta y músico francés del grupo de los libertinos, que destacó en el género de la poesía burlesca. Boileau atacó su poesía, mientras que Cyrano de Bergerac le defendió.

## Biografía
Dassoucy era hijo de Grégoire Coypeau, un abogado de Sens, y de Chrétienne d'Agnanis, quien le enseñó música. Cuando acabó su formación musical, compuso diversas canciones y fue presentado a Luis XIII por Claude de Rouvroy de Saint-Simon, y luego a Mazarino y a Luis XIV. Fue nombrado maestro de Luis XIV por Luis XIII, que admiraba su talento musical. Trabajó en la corte como laudista y compositor. Y durante su estancia parisina, que duró hasta 1653, frecuentó los descreídos círculos de los libertinos: Tristan l’Hermite, François de La Mothe Le Vayer, Cyrano de Bergerac, Claude-Emmanuel Luillier, llamado "Chapelle", y Paul Scarron. También era un contertulio habitual del cantante Pierre de Niert (protegido por Claude de Rouvroy de Saint-Simon) y de Luigi Rossi. Compuso los intermedios musicales de la tragedia de aparato Andromède de Pierre Corneille, interpretada en 1650 en el Petit-Bourbon, con escenografía y máquinas de Giacomo Torelli.
Es sabido que D'Assoucy era un personaje homosexual de pésima reputación y que se había proclamado a sí mismo como "Emperador de lo burlesco". Alrededor de 1640 D'Assoucy devino en amante de Cyrano de Bergerac, con el que rompió en 1653, probablemente por celos, y Bergerac le envió serias amenazas de muerte que forzaron su alejamiento de París, adonde no volverá hasta fines de los sesenta.
El enfrentamiento se amplió en una serie de textos satíricos que ambos escritores se intercambiaron: Bergerac escribió Contre Soucidas (un anagrama del nombre de su enemigo) donde denuncia su ateísmo y Contre un ingrat, mientras que D'Assoucy contraatacó escribiendo Le Combat de Cyrano de Bergerac avec le singe de Brioché au bout du Pont-Neuf donde denuncia su homosexualidad. Otro de los destacados amores del músico fue el poeta Claude-Emmanuel Lhuillier, más conocido por "Chapelle" del que llegó a escribir "No podía vivir sin él, y él apenas podía vivir sin mí".
Varias veces encarcelado por frivolidad, deudas de juego o comentarios escandalosos, D'Assoucy marchó a las provincias, conoció a Molière y viajó con él entre Aviñón y Montpellier. Allí fue arrestado en 1655, aunque la constatación de sus costumbres licenciosas no lo llevó a la hoguera: "Las mujeres me llamaron hereje, pero no en realidad por religión, sino por amor". Fue encarcelado por sodomía en 1655 y 1673. Luego viajó a Turín, donde fue contratado por Cristina de Francia, duquesa de Saboya, luego a Mantua, Módena, Florencia y Roma. Aunque gozó de la protección del embajador francés Charles-Albert d'Ailly, duque de Chaulnes, en noviembre o diciembre de 1667 fue arrestado por ateísmo (por denuncia, escribió, de François Pallu, obispo de Heliópolis) y encarcelado en la prisión de Saint-Office. Liberado a fines de agosto de 1668, salió de Roma con una medalla de oro con su efigie que el papa Clemente IX le había dado.
Regresó a París alrededor de 1670. Al año siguiente, Molière, que se había peleado con el compositor Lully, pensó en él para sustituirlo antes de elegir al joven Marc-Antoine Charpentier (1643-1704). Furioso, el viejo músico-poeta le dirigió una carta muy amarga a Molière, que publicó luego en la segunda edición de sus Rimes redoublées.
En 1673, Dassoucy anunció una serie de nuevas obras llamadas Conciertos cromáticos, que se han perdido. El 8 de marzo fue arrestado en su casa en la rue de la Monnaie en compañía de tres niños pequeños y, encarcelado en la prisión de Petit-Châtelet, permaneció allí tres semanas antes de ser trasladado al Grand-Châtelet, y allí fue liberado el 31 de agosto. Durante esta estancia compuso sus Amours of Apollo y Daphne, y aún publicó varias obras antes de fallecer en 1677.

## Obras literarias

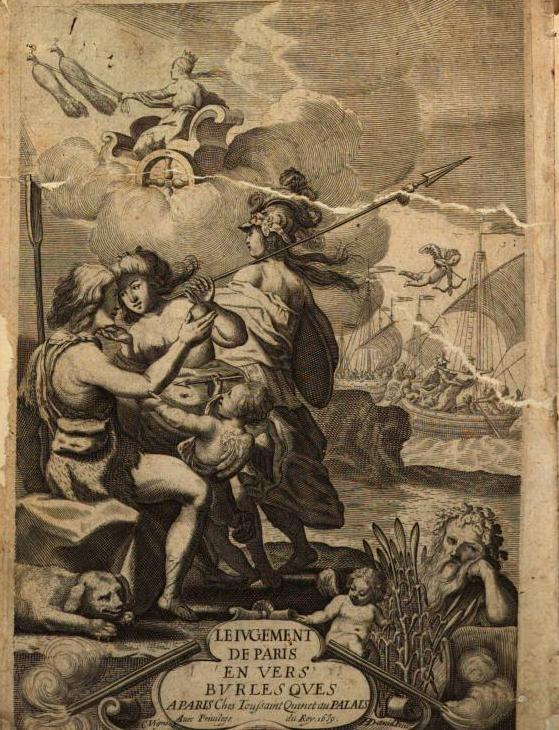
Frontispicio del Jugement de Pâris en vers burlesques, 1648.

- Le Jugement de Paris en vers burlesques de Mr Dassoucy. Paris, Toussaint Quinet, 1648.
- L’Ovide en belle humeur de Mr Dassoucy, enrichy de toutes ses figures burlesques. Paris, Charles de Sercy, 1650. 2.ª ed. Paris: Antoine de Sommaville, Guillaume de Luynes, Augustin Courbé, Pierre David y Edme Pépingué, 1653, reeditado en 1659.
- Poësies et lettres de Mr Dassoucy, contenant diverses pieces héroïques, satiriques et burlesques. Paris, Louis Chamhoudry y Jean-Baptiste Loyson, 1653. Misma edición, pero con dedicatario diferente bajo el título de Nouveau recueil de poésies héroïques, satyriques et burlesques de Mr Dassoucy. Paris, Jean-Baptiste Loyson, 1653.
- Le Ravissement de Proserpine de Monsieur D'Assoucy, poeme burlesque enrichi de toutes ses figures. Paris, Pierre David et Edme Pepingué, 1653.
- Les Rimes redoublées de Monsieur Dassoucy. Paris, Claude Nego, 1671. 2.ª ed. corregida y aumentada Paris, Claude Nego, s. a. [1672].
- L'Ombre de Molière et son épitaphe. Paris, Jean-Baptiste Loyson, 1673.
- La Prison de Monsieur Dassoucy, dédiée au roy. Paris, de l'imprimerie d'Antoine de Rafflé & en la boutique de Gabriel Quinet, 1676.
- Les Pensées de Monsieur Dassoucy dans le S. Office de Rome. Paris, de l'imprimerie d'Antoine de Rafflé & en la boutique de Gabriel Quinet, 1676.
- Les Avantures de Monsieur D’Assoucy. Paris, Claude Audinet, 1677, 2 vols. Reed. por Jacques Prévot en Les Libertins du siècle XVII, t. 1. Paris: Gallimard, La Pléiade, 1998, p. 755 - 888.
- Les Avantures d’Italie de Monsieur D'Assoucy. Paris de l'imprimerie d'Antoine de Rafflé, 1677.
- Aventures burlesques de Dassoucy, réédition par Émile Colombey des Avantures y las Avantures d'Italie, seguidas de los Pensées y de la Prison. Paris, 1858
- Les Aventures et les Prisons, édition critique par Dominique Bertrand, Paris, Honoré Champion, 2008.
- Combat de Cyrano de Bergerac avec le singe de Brioché, au bout du Pont-Neuf, Paris, M. Rebuffe le jeune, 1704 [atribución dudosa].
- La Création du monde, poème, et les défauts de chaque âge. Rouen : 1708 [atribución dudosa].

Outre ces œuvres, se trouvent des œuvres de moindre importance, occasionnelles ou encomiastiques.
- Le Jugement de Paris En Vers
- L'Ovide En Belle Humeur
- Poesies et Lettres
- Le Ravissement de Proserpine (poema burlesco inspirado en Claudiano)

## Obra musical

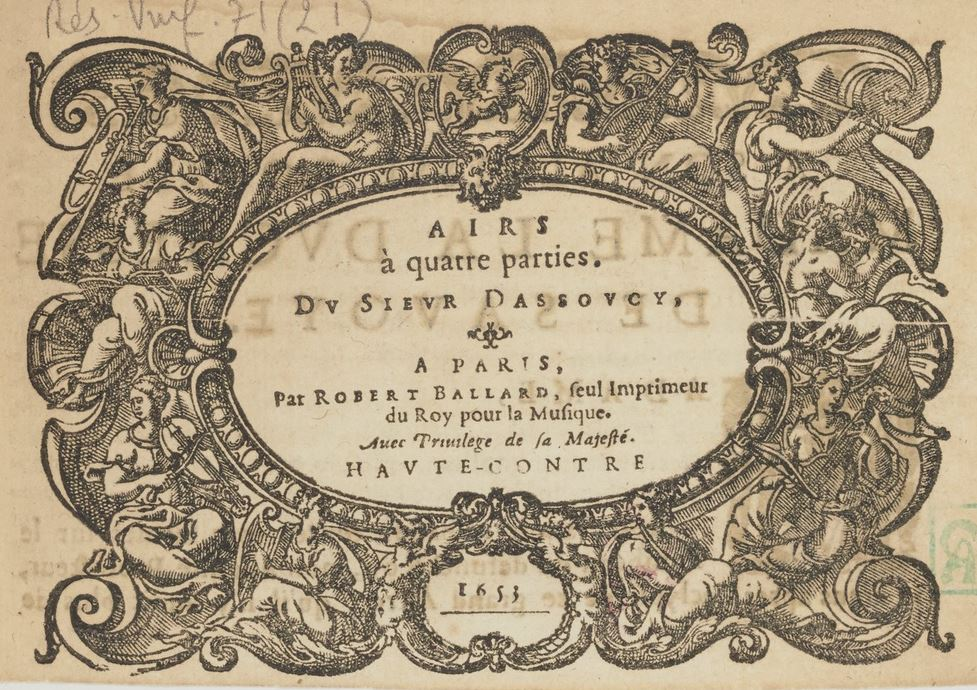
Portada de Airs (1653). Paris, BnF.

- Les Amours d’Apollon et de Daphné, comédie en musique dédiée au Roy [libreto]. Paris, de l'imprimerie d'Antoine de Rafflé. Hasta fecha reciente se creía que había sido compuesta en 1650. Hoy se sabe que se trata de un error y probablmente fue compuesta e impresa en la prisión del Petit-Châtelet en primavera de 1673.[2] Reeditado por Yves Giraud, Paris-Genève, Droz et Mignard, 1969.
- Les Biberons (ballet, perdido).
- Les Enseignes des cabarets de Paris (ballet, perdido).
- Airs à quatre parties. Paris: Robert III Ballard, 1653. 4 vol. 8°.
- Otras canciones se encuentran en el manuscrito Paris BNF (Mus.): VM7-275.